# 马扎尔卢考福
马扎尔卢考福（匈牙利語：Magyarlukafa）是匈牙利巴兰尼亚州所辖的一个村。总面积12.97平方公里，总人口78，人口密度6.0人/平方公里（2011年1月1日）。